# Marco Antônio Campanella
Marco Antônio Tofetti Campanella (Batatais, 9 de julho de 1957) é um jornalista, redator, contabilista, professor e político brasileiro, filiado ao Partido do Movimento Democrático Brasileiro (PMDB). Foi efetivado em 21 de dezembro de 1990, em virtude da renúncia da deputada Márcia Kubitschek.